# Вперед (газета, Львів)
«Вперед» — офіційний орган Української соціал-демократичної партії (УСДП). У підзаголовку газети — девіз: «Пролетарі всіх країн, єднайте ся!».
Перше число газети вийшло 17 грудня 1911 р., останнє — 1934 р.; всього — 813.
Газета «Вперед» виходила у Львові у 1911-1913 рр., 1918–1922 рр., 1924 р., 1929 р., 1931 р., 1933
р., 1934 р. 

Редакторами були: В. Левинський (1911—1912 рр.), Ю. Бачинський (1913 р.), П. Буняк (1918—1922 рр, 1931), Є. Гуцало (1918—1919 рр.), І. Калятинський (1924 р.), М. Галушка (1929 р.), П. Костюк (1931 р.), Л. Ганкевич (1933 р., 1934 р.).

Газету «Вперед» заснувала у грудні 1911 р. група «молодих» або «сецесіоністів» в УСДП, яка після розколу партії на її IV з'їзді (3-4 грудня 1911 р.) почала видавати власний друкований орган. У 1913 р. вийшло чотири номери «Вперед», після цього газета припинила видання.
27 листопада 1918 р. видання відновили. У листопаді 1918—1919 рр. «Вперед» виходив паралельно кириличною і латинською транскрипцією за розпорядженням польської воєнної влади Львова (генерала Т. Розвадовського та Начальної Команди Війська Польського).